# J. L. Pleschinger
J. L. Pleschinger, také J. L. Plešinger byl pražský německý architekt a vysokoškolský pedagog. 

## Život
V Praze navrhl řadu vil a bytových domů, a to především v konstruktivistickém až art deco stylu. Architekturu vyučoval na Německé technice v Praze, kde se habilitoval na docenta. S manželkou Alinou bydlel v letech 1936-1938 v Praze-Strašnicích.

## Dílo
- Obchodní, administrativní a nájemní palác, čp. 40/II Národní třída 34, Nové Město, Praha 1 (1935–1936)
- Vila Urbánek, Nad Bertramkou 18, Smíchov, Praha 5 (kolem 1935)
- Rodinný dům, ulice Sušická 21, Dejvice, Praha 6 (kolem 1935)
- Bytový dům, ul. Podolská 154, Podolí, Praha 4 (1937)[2]
- Hotel podniku Vodní stavby, Holešovice, Praha 7
- Bytový dům, Konviktská ulice čp. 997/13, Staré Město, Praha 1
- Bytový dům, ul. Biskupský dvůr čp. 1152/2, Nové Město, Praha 1